# Somogysimonyi
Somogysimonyi è un comune dell'Ungheria di 85 abitanti (dati 2001) situato nella contea di Somogy, nell'Ungheria centro-occidentale.